# Karboksilat
Karboksilat je so ili estar karboksilne kiseline.
Karboksilatne soli imaju opštu formulu , gde je M metal i n je 1,2,... Karboksilatni esteri imaju opštu formulu  i R' su organske grupe; .
Karboksilatni jon je konjugovana baza karboksilne kiseline, RCOO−. On je jon sa negativnim naelektrisanjem.

## Primeri
- Formatni jon,
- Acetatni jon, CH3COO−
- Laktatni jon,
- Oksalatni jon,
- Citratni jon,